# Prestoea pubens
Prestoea pubens är en enhjärtbladig växtart som beskrevs av Harold Emery Moore. Prestoea pubens ingår i släktet Prestoea och familjen Arecaceae.

## Underarter
Arten delas in i följande underarter:
- P. p. pubens
- P. p. semispicata